# Parque nacional del Gorila de Mgahinga
El parque nacional del Gorila de Mgahinga es un espacio protegido en el extremo suroeste de Uganda, cerca de la ciudad de Kisoro.
El parque está situado en las montañas de Virunga y colinda con el parque nacional de los Volcanes en Ruanda y el parque nacional de Virunga en la República Democrática del Congo. Por carretera, Mgahinga está situado a unos quince kilómetros al sur de Kisoro y aproximadamente a cincuenta y cinco kilómetros al oeste de Kabale. Todo el parque está situado en el condado de Bufumbira, en el distrito de Kisoro.